# OSCAR 51
OSCAR 51 ist ein Amateurfunksatellit der AMSAT. Vor dem Start war der Satellit als AMSAT-Echo oder AMSAT-OSCAR E bekannt.
AMSAT-Echo hat eine kubische Struktur mit 25 cm Kantenlänge. Die Seiten des Würfels sind mit Solarzellen besetzt, die die Energieversorgung des Satelliten gewährleisten. Er hat keinen Antrieb, sondern eine umpolbare magnetische Stabilisierung, keine Lagesensoren und somit keine Lageregelung. Durch die magnetische Stabilisierung war der Satellit zur Optimierung des Sendeleistung über der Nordhalbkugel näherungsweise auf den Nadir gerichtet, über der Südhalbkugel umgekehrt. Durch Ummagnetisierung war eine Umkehr der Ausrichtung möglich. An Bord befinden sich vier VHF-Empfänger und zwei UHF-Sender.
Der Satellit wurde am 29. Juni 2004 mit einer Dnepr-Rakete in Baikonur gestartet und in einer Umlaufbahn von 697 × 815 km ausgesetzt. Die Inklination beträgt 98,2°. Neben Datenverbindungen ermöglichte der Satellit FM-Sprechfunkverbindungen, aufgrund der Höhe seiner Umlaufbahn häufig auch interkontinental. Der Transponder war bis November 2011 in Betrieb.
Seine COSPAR-Bezeichnung ist 2004-025K.